# Xã York, Quận Lonoke, Arkansas
Xã York (tiếng Anh: York Township) là một xã thuộc quận Lonoke, tiểu bang Arkansas, Hoa Kỳ. Năm 2010, dân số của xã này là 22.085 người.